# 谭雨涵
谭雨涵（1987年4月21日—），比利時男子羽毛球運動員。其胞妹谭莲妮亦為比利時國家羽毛球隊的成員。

## 簡歷
谭雨涵的父親為印尼華人，在比利時一間地方羽毛球俱樂部打球。受著父親的影響，谭雨涵7歲起就開始打羽毛球，並於9歲時贏得人生第一個比賽冠軍。
2012年，谭雨涵代表比利時出戰英國倫敦舉行的奥林匹克运动会羽毛球比賽男子單打項目，在小組賽階段先後負於印度的卡夏普·帕鲁帕利和越南的阮進明，兩戰全敗出局。
2013年8月，谭雨涵參加中國廣州舉行的世界羽毛球錦標賽，出戰男子單打項目，在首圈就以0比2（14-21、17-21）負於14號種子、中國的王睜茗出局。
2014年8月，谭雨涵參加丹麥哥本哈根舉行的世界羽毛球錦標賽，出戰男子單打項目。首圈以2-0擊敗捷克選手扬·弗罗利希晉級，但在第二圈就以0比2（18-21、15-21）不敵10號種子、丹麥的汉斯-克里斯蒂安·维汀哈斯出局。
2015年8月，谭雨涵參加印尼雅加達舉行的世界羽毛球錦標賽，出戰男子單打項目，在首圈與新加坡的黄梓良對戰期間，因傷退賽。

## 主要比賽成績
只列出曾進入準決賽的國際賽事成績：
| 年份   | 賽事                   | 公開賽級別 | 項目     | 成績   |
| ------ | ---------------------- | ---------- | -------- | ------ |
| 2009年 | 比利時羽毛球國際賽     | 國際挑戰賽 | 男子單打 | 準決賽 |
| 2010年 | 匈牙利羽毛球國際賽     | 國際系列賽 | 男子單打 | 亞軍   |
| 2010年 | 意大利羽毛球國際賽     | 國際挑戰賽 | 男子單打 | 準決賽 |
| 2011年 | 巴西羽毛球國際賽       | 國際挑戰賽 | 男子單打 | 亞軍   |
| 2011年 | 挪威羽毛球國際賽       | 國際挑戰賽 | 男子單打 | 準決賽 |
| 2011年 | 加拿大羽毛球國際挑戰賽 | 國際挑戰賽 | 男子單打 | 準決賽 |
| 2012年 | 奧地利羽毛球國際挑戰賽 | 國際挑戰賽 | 男子單打 | 亞軍   |
| 2012年 | 保加利亞羽毛球國際賽   | 國際挑戰賽 | 男子單打 | 準決賽 |
| 2013年 | 土耳其羽毛球國際賽     | 國際系列賽 | 男子單打 | 冠軍   |
| 2014年 | 摩洛哥羽毛球國際賽     | 國際系列賽 | 男子單打 | 亞軍   |
| 2015年 | 荷蘭羽毛球國際賽       | 國際系列賽 | 男子單打 | 亞軍   |
| 2015年 | 土耳其羽毛球國際賽     | 國際系列賽 | 男子單打 | 冠軍   |
| 2015年 | 雪梨羽毛球國際賽       | 國際挑戰賽 | 男子單打 | 準決賽 |
| 2015年 | 威爾斯羽毛球國際賽     | 國際挑戰賽 | 男子單打 | 準決賽 |
| 2015年 | 美國羽毛球國際賽       | 國際挑戰賽 | 男子單打 | 亞軍   |

| 2007-2017年 | 首要超級賽 | 超級賽 | 黃金大獎賽 | 大獎賽 | 國際挑戰賽 | 國際系列賽 | 未來系列賽 | 其他 |

| 2018-2026年 | 總決賽 | 超級1000賽 | 超級750賽 | 超級500賽 | 超級300賽 | 超級100賽 | 國際挑戰賽 | 國際系列賽 | 未來系列賽 | 其他 |

### 奧運會和世錦賽參賽紀錄
|          | 2009 | 2010 | 2011 | 2012       | 2013 | 2014 | 2015 | 2016       |
| -------- | ---- | ---- | ---- | ---------- | ---- | ---- | ---- | ---------- |
| 男子單打 | 64強 | 64強 | 64強 | 小組第三名 | 64強 | 32強 | 64強 | 小組第三名 |